# Venera 11
Venera 11 (tiếng Nga: Венера-11 có nghĩa là Sao Kim 11) là một phần của chương trình không gian không người lái của Liên Xô tên chương trình Venera để khám phá hành tinh sao Kim. Venera 11 được ra mắt vào ngày 9 tháng 9 năm 1978 lúc 03:25:39 UTC.
Được phóng lên vào ngày 23 tháng 12 năm 1978, Venera 11 đã đổ bộ vào khí quyển của sao Kim hai ngày sau đó vào ngày 25 tháng 12 ở tốc độ 11,2 km/s. Trong thời gian ban đầu, nó sử dụng phanh động lực học theo sau là phanh dù và kết thúc bằng phanh khí quyển. Venera 11Nó đã hạ cánh một cách mềm mại trên bề mặt lúc 06:24 giờ Moscow (03:24 UT) vào ngày 25 tháng 12 sau một thời gian hạ cánh khoảng 1 giờ. Tốc độ tại điểm chạm đất là 7 đến 8 m/s. Thông tin được truyền đến tàu quỹ đạo để truyền lại Trái Đất cho đến khi nó di chuyển ra khỏi phạm vi truyền 95 phút sau khi chạm đất. Tọa độ hạ cánh là 14°S 299°E.

## Tàu quỹ đạo
Sau khi phóng tàu thăm dò đất liền, tàu quỹ đạo tiếp tục bay vượt qua sao Kim trong một quỹ đạo nhật tâm. Cuộc gặp gỡ gần với sao Kim tiếp theo xảy ra vào ngày 25 tháng 12 năm 1978, ở độ cao xấp xỉ 35.000 km. Tàu quỹ đạo hoạt động như một trạm trung chuyển dữ liệu cho tàu hạ cánh trong 95 phút cho đến khi nó bay ra khỏi phạm vi truyền tin và trả về các phép đo riêng của mình trên không gian liên hành tinh.